# Piotr Suski
Piotr Suski (ur. 29 czerwca 1942 w Łodzi, zm. 31 stycznia 2009) – polski piłkarz, grający na pozycji pomocnika.
Wychowanek Łódzkiego Klubu Sportowego, w barwach którego grał do 1972 roku. Wtedy to wyjechał do Irlandii, gdzie kontynuował swą piłkarską karierę w Waterford United, z którym zdobył mistrzostwo Irlandii.
W reprezentacji Polski zagrał 19 razy. W 1966 roku zagrał na słynnej Maracanie (w obecności 130 tys. widzów) przeciwko Brazylii, w której grali, m.in. Pelé oraz Garrincha.